# UNOMUR

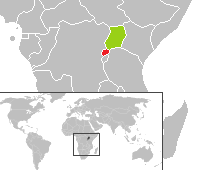
Oeganda (groen) en Rwanda(rood).

De United Nations Observer Mission Uganda-Rwanda (UNOMUR), of Waarnemersmissie van de VN voor Oeganda en Ruanda in het Nederlands, was een waarnemingsmacht van de Verenigde Naties die tussen augustus 1993 en september 1994 toezag op de grens tussen Rwanda en Oeganda om te zorgen dat Rwanda, waar een burgeroorlog aan de gang was, geen militaire steun kreeg. De Rwandese Genocide, die begin 1994 plaatsgreep, zorgde ervoor dat de missie haar mandaat niet volledig kon
uitvoeren. UNOMUR werd later ook onder het bevel van de UNOMIR-vredesmissie in Rwanda geplaatst, alvorens
in september 1994 te worden opgeheven.

## Achtergrond

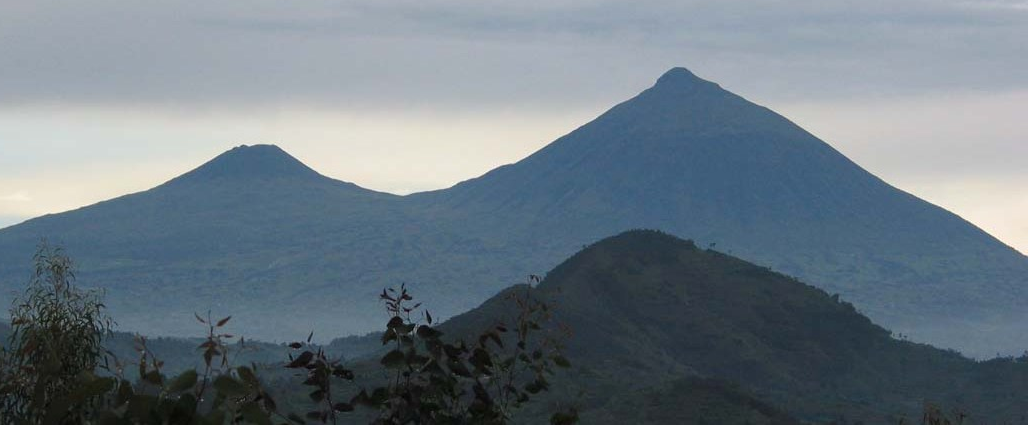
De grensstreek tussen beide landen.

Al tijdens het Belgische koloniale tijdperk was er geweld tussen de Hutu- en de
Tutsi-bevolkingsgroepen in Rwanda. Desondanks bleef die laatste, die in de minderheid was, de macht
uitdragen. Na de onafhankelijkheid bleef het etnische conflict aanslepen tot in 1978 de Hutu's aan de
macht verkozen werden. Tijdens deze rustige periode mochten Tutsi-vluchtelingen niet naar Rwanda terugkeren
en in de jaren 1980 kwam het opnieuw tot geweld. In 1990 vielen Tutsi-milities van het
FPR met Oegandese steun Rwanda binnen. Met Westerse steun werden
zij echter verdreven. Toch werden hieropvolgend vredesgesprekken aangeknoopt.

## Medaille

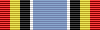
De baton van de UNOMUR Medaille.

Zoals gebruikelijk stichtte de secretaris-generaal van de Verenigde Naties een van de Medailles voor Vredesmissies van de Verenigde Naties voor de deelnemers. Deze UNOMUR Medaille wordt aan militairen en politieagenten verleend.

## Beschrijving
UNOMUR was gevestigd in Kabale aan de Oegandese zijde van de grens. De eerste bevelhebber was
Romeo Dallaire, die later ook bevelhebber van UNOMIR werd. De missie bestond uit 81 waarnemers uit negen
landen:
- Bangladesh
- Botswana
- Brazilië

- Canada
- Hongarije
- Nederland

- Senegal
- Slowakije
- Zimbabwe

## Betrokken resoluties van de Veiligheidsraad
- Resolutie 846 Veiligheidsraad Verenigde Naties: oprichting
- Resolutie 891 Veiligheidsraad Verenigde Naties: eerste verlening
- Resolutie 928 Veiligheidsraad Verenigde Naties: laatste verlenging